# 琴弥山幸基
琴弥山 幸基（ことみせん こうき、1983年7月14日 - ）は、島根県出雲市出身で佐渡ヶ嶽部屋に所属した元大相撲力士。本名は中倉 幸基（なかくら こうき）、旧姓湯村（ゆむら）。現役時代の体格は身長182cm。体重158kg。血液型A型。最高位は西十両12枚目（2013年11月場所）。

## 来歴

### 入門前
小学生時代、巡業で舞の海に稽古を付けてもらった縁で力士を志し、出雲市立第三中学校を卒業後、佐渡ヶ嶽部屋に入門。両親は高校進学を望んでいたが、佐渡ヶ嶽（元横綱・琴櫻）が両親を説得し、中卒入門に至った。1999年3月場所、佐渡ヶ嶽部屋から初土俵を踏む。初土俵時の四股名は本名と同じ「湯村」。同期入門には同部屋の琴光喜の他、高見盛、濵錦、若荒雄、千代白鵬、霧の若らがいる。

### 入門後
1999年5月場所、四股名を琴弥山に改める。四股名の由来は、地元島根県にある出雲大社の裏山（弥山）から付けられた。同年11月場所、序二段に昇格。2002年1月場所、三段目に昇格。2007年5月場所、初めて幕下に昇格。
2011年7月場所、十両昇進の可能性がある幕下15枚目以内で勝ち越し、翌9月場所、自己最高位の幕下6枚目まで番付を上げるも1勝6敗と惨敗し、番付を大きく落とした。
2013年3月場所、自己最高位タイの西幕下6枚目で4勝3敗と勝ち越し、翌5月場所、自己最高位の西幕下2枚目で4勝3敗と勝ち越した。これで6場所連続の勝ち越しであり、通算300勝も決めた。また、同場所後の番付編成会議で十両昇進が決まった。所要85場所での十両昇進は兄弟子の琴乃峰に並ぶ史上4位タイのスロー出世となった。
2013年7月場所、新十両の場所は、6勝9敗と負け越し、1場所で幕下へ陥落したが、翌場所で4勝3敗と勝ち越し、再十両を決めた。翌11月場所は、同じ部屋の関取3人（琴欧洲、琴奨菊、琴勇輝）が中日までに途中休場し、自身も初日から8連敗で負け越し、最終的に4勝11敗の大敗を喫して幕下へ陥落。2014年1月場所以降は幕下の番付で取り続けていたが、2017年11月場所で、関取経験後初めて三段目へ陥落した。2018年3月場所限りで、三段目の番付で現役を引退。引退に際して「完全燃焼」と相撲人生を総括した。

## 主な成績
- 通算成績：397勝403敗7休 勝率.496
- 十両成績：10勝20敗 勝率.333
- 現役在位：114場所
- 十両在位：2場所

| | 一月場所 初場所（東京） | 三月場所 春場所（大阪）   | 五月場所 夏場所（東京） | 七月場所 名古屋場所（愛知） | 九月場所 秋場所（東京） | 十一月場所 九州場所（福岡） |
| --- | ----------------------- | ------------------------- | ----------------------- | --------------------------- | ----------------------- | --------------------------- |
| 1999年 （平成11年） | x                       | （前相撲）                | 東序ノ口38枚目 4–3      | 東序ノ口3枚目 0–2–5         | 東序ノ口49枚目 5–2      | 東序二段149枚目 4–3         |
| 2000年 （平成12年） | 東序二段119枚目 2–5     | 東序二段140枚目 4–3       | 西序二段106枚目 2–5     | 西序二段131枚目 3–4         | 西序ノ口6枚目 6–1       | 東序二段57枚目 2–5          |
| 2001年 （平成13年） | 西序二段92枚目 4–3      | 東序二段66枚目 1–6        | 西序二段96枚目 3–4      | 西序二段110枚目 4–3         | 東序二段86枚目 6–1      | 東序二段10枚目 4–3          |
| 2002年 （平成14年） | 東三段目92枚目 2–5      | 西序二段19枚目 1–6        | 西序二段61枚目 4–3      | 東序二段36枚目 5–2          | 西三段目99枚目 3–4      | 西序二段15枚目 3–4          |
| 2003年 （平成15年） | 西序二段38枚目 4–3      | 西序二段16枚目 2–5        | 東序二段47枚目 4–3      | 東序二段27枚目 4–3          | 西序二段4枚目 2–5       | 東序二段40枚目 5–2          |
| 2004年 （平成16年） | 西三段目99枚目 3–4      | 東序二段14枚目 4–3        | 西三段目96枚目 5–2      | 東三段目60枚目 4–3          | 西三段目44枚目 3–4      | 西三段目57枚目 4–3          |
| 2005年 （平成17年） | 東三段目40枚目 4–3      | 東三段目28枚目 2–5        | 東三段目53枚目 4–3      | 西三段目38枚目 3–4          | 西三段目58枚目 4–3      | 東三段目44枚目 3–4          |
| 2006年 （平成18年） | 西三段目59枚目 5–2      | 西三段目31枚目 3–4        | 西三段目46枚目 3–4      | 東三段目64枚目 5–2          | 東三段目33枚目 2–5      | 西三段目57枚目 3–4          |
| 2007年 （平成19年） | 東三段目73枚目 6–1      | 西三段目17枚目 5–2        | 西幕下56枚目 2–5        | 東三段目17枚目 4–3          | 東三段目7枚目 2–5       | 東三段目30枚目 3–4          |
| 2008年 （平成20年） | 東三段目44枚目 4–3      | 西三段目25枚目 5–2        | 東幕下60枚目 2–5        | 西三段目26枚目 3–4          | 西三段目40枚目 4–3      | 東三段目24枚目 6–1          |
| 2009年 （平成21年） | 西幕下45枚目 5–2        | 東幕下31枚目 2–5          | 西幕下46枚目 4–3        | 東幕下38枚目 5–2            | 西幕下28枚目 3–4        | 西幕下36枚目 2–5            |
| 2010年 （平成22年） | 東三段目筆頭 3–4        | 西三段目13枚目 6–1        | 西幕下34枚目 3–4        | 東幕下44枚目 4–3            | 東幕下35枚目 3–4        | 西幕下40枚目 4–3            |
| 2011年 （平成23年） | 西幕下33枚目 5–2        | 八百長問題 により中止     | 西幕下23枚目 4–3        | 東幕下13枚目 4–3            | 西幕下6枚目 1–6         | 東幕下24枚目 2–5            |
| 2012年 （平成24年） | 東幕下38枚目 4–3        | 西幕下30枚目 4–3          | 東幕下24枚目 3–4        | 東幕下32枚目 4–3            | 東幕下27枚目 4–3        | 東幕下20枚目 5–2            |
| 2013年 （平成25年） | 東幕下12枚目 5–2        | 西幕下6枚目 4–3           | 西幕下2枚目 4–3         | 西十両14枚目 6–9            | 西幕下2枚目 4–3         | 西十両12枚目 4–11           |
| 2014年 （平成26年） | 西幕下3枚目 3–4         | 東幕下7枚目 3–4           | 西幕下10枚目 3–4        | 東幕下15枚目 4–3            | 西幕下12枚目 3–4        | 東幕下17枚目 5–2            |
| 2015年 （平成27年） | 西幕下9枚目 3–4         | 西幕下15枚目 1–6          | 東幕下45枚目 4–3        | 西幕下35枚目 4–3            | 東幕下29枚目 4–3        | 西幕下20枚目 3–4            |
| 2016年 （平成28年） | 東幕下28枚目 5–2        | 西幕下16枚目 5–2          | 東幕下8枚目 3–4         | 西幕下11枚目 3–4            | 西幕下17枚目 3–4        | 西幕下23枚目 1–6            |
| 2017年 （平成29年） | 東幕下45枚目 5–2        | 西幕下30枚目 2–5          | 東幕下47枚目 4–3        | 東幕下38枚目 2–5            | 西幕下54枚目 2–5        | 西三段目14枚目 6–1          |
| 2018年 （平成30年） | 東幕下38枚目 0–5–2      | 西三段目13枚目 引退 2–5–0 | x                       | x                           | x                       | x                           |
| 各欄の数字は、「勝ち-負け-休場」を示す。 優勝 引退 休場 十両 幕下 三賞：敢=敢闘賞、殊=殊勲賞、技=技能賞 その他：★=金星 番付階級：幕内 - 十両 - 幕下 - 三段目 - 序二段 - 序ノ口 幕内序列：横綱 - 大関 - 関脇 - 小結 - 前頭（「#数字」は各位内の序列） |                         |                           |                         |                             |                         |                             |

## エピソード
- 2012年9月場所4日目、この日の取組に勝ち、勝ち名乗りを受けて土俵から降りようとした際に、土俵の踏み段を踏み外して転倒した。怪我はなく、審判の佐ノ山親方（元大関・千代大海）に一礼をしてから通常通り引き上げた。

## 改名歴
- 湯村 幸基（ゆむら こうき） 1999年3月場所
- 琴弥山 幸基（ことみせん - ） 1999年5月場所 - 2018年3月場所